# Asellus levanidovorum
Asellus levanidovorum är en kräftdjursart som beskrevs av Henri och Guy Magniez. Asellus levanidovorum ingår i släktet Asellus och familjen sötvattensgråsuggor. Inga underarter finns listade i Catalogue of Life.